# Grand Prix ISU juniores in Lettonia
Il Grand Prix ISU juniores in Lettonia, talvolta chiamato Volvo Cup è una competizione internazionale di pattinaggio di figura. Si tiene in autunno e fa parte del circuito Grand Prix ISU juniores di pattinaggio di figura. Le medaglie sono assegnate nelle discipline del singolo maschile, singolo femminile, coppie e danza su ghiaccio.

## Vincitori

### Singolo maschile
| Anno | Luogo | Oro            | Argento          | Bronzo            |
| 2011 | Riga  | Ryuju Hino     | Zhang He         | Timothy Dolensky  |
| 2013 | Riga  | Jin Boyang     | Ad'jan Pitkeev   | Shōma Uno         |
| 2015 | Riga  | Dmitrij Aliev  | Deniss Vasiļjevs | Alexei Krasnozhon |
| 2017 | Riga  | Mitsuki Sumoto | Makar Ignatov    | Tomoki Hiwatashi  |
| 2024 | Riga  | Sena Takahashi | Jaekeun Lee      | Shunsuke Nakamura |

### Singolo femminile
| Anno | Luogo | Oro                | Argento         | Bronzo           |
| 2011 | Riga  | Polina Shelepen    | Li Zijun        | Polina Agafonova |
| 2013 | Riga  | Evgenija Medvedeva | Marija Sotskova | Karen Chen       |
| 2015 | Riga  | Marija Sotskova    | Kaori Sakamoto  | Choi Da-bin      |
| 2017 | Riga  | Dar'ja Panenkova   | Rika Kihira     | Emmy Ma          |
| 2024 | Riga  | Mao Shimada        | Elina Goidina   | Nayeon Ko        |

### Coppie
| Anno | Luogo | Oro                                    | Argento                                 | Bronzo                             |
| 2011 | Riga  | Sui Wenjing / Han Cong                 | Yu Xiaoyu / Jin Yang                    | Margaret Purdy / Michael Marinaro  |
| 2013 | Riga  | Yu Xiaoyu / Jin Yang                   | Evgenija Tarasova / Vladimir Morozov    | Marija Vigalova / Egor Zakroev     |
| 2015 | Riga  | Renata Oganesian / Mark Bardei         | Anastasija Polujanova / Stepan Korotkov | Ekaterina Borisova / Dmitrij Sopot |
| 2017 | Riga  | Apollinarija Panfilova / Dmitrij Rylov | Aleksandra Bojkova / Dmitrij Kozlovskij | Evelyn Walsh / Trennt Michaud      |
| 2024 | Riga  | Jiaxuan Zhang / Yihang Huang           | Jazmine Desrochers / Kieran Thrasherj   | Olivia Flores / Luke Wang          |

### Danza su ghiaccio
| Anno | Luogo | Oro                               | Argento                                 | Bronzo                            |
| 2011 | Riga  | Marija Nosulja / Jevhen Cholonjuk | Evgenija Kosigina / Nikolaj Moroškin    | Alexandra Aldridge / Daniel Eaton |
| 2013 | Riga  | Mackenzie Bent / Garrett MacKeen  | Lorraine McNamara / Quinn Carpenter     | Alla Loboda / Pavel Drozd         |
| 2015 | Riga  | Betina Popova / Jurij Vlasenko    | Angélique Abachkina / Louis Thauron     | Sof'ja Evdokimova / Egor Bazin    |
| 2017 | Riga  | Sof'ja Ševčenko / Igor' Erëmenko  | Anastasija Špilevaja / Grigorij Smirnov | Caroline Green / Gordon Green     |
| 2024 | Riga  | Noemi Maria Tali / Noah Lafornara | Caroline Mullen / Brendan Mullen        | Darya Grimm / Michail Savitskiy   |